# La herida
La herida è un film del 2013 diretto da Fernando Franco.

## Trama
Il film segue Ana, una giovane di 26 anna che lavora come assistente nelle ambulanze ma che ha troppi problemi relazionali con la madre e il compagno. problemi che le impediscono di vivere serena.

## Riconoscimenti
- 2014 - Premio Goya
  - Migliore attrice protagonista a Marian Álvarez
  - Miglior regista esordiente a Fernando Franco
  - Nomination Miglior film
  - Nomination Migliore sceneggiatura originale a Fernando Franco e Enric Rufas
  - Nomination Miglior produzione a David Pinillos
  - Nomination Miglior sonoro a Aitor Berenguer, Jaime Fernández e Nacho Arenas
- 2014 - European Film Award
  - Nomination Migliore attrice a Marian Álvarez
  - Nomination Miglior rivelazione a Fernando Franco
- 2013 - Festival di San Sebastián
  - Migliore interpretazione femminile a Marian Álvarez
  - Nomination Concha de Oro a Fernando Franco